# Interdisziplinäre Biomaterial- und Datenbank Würzburg

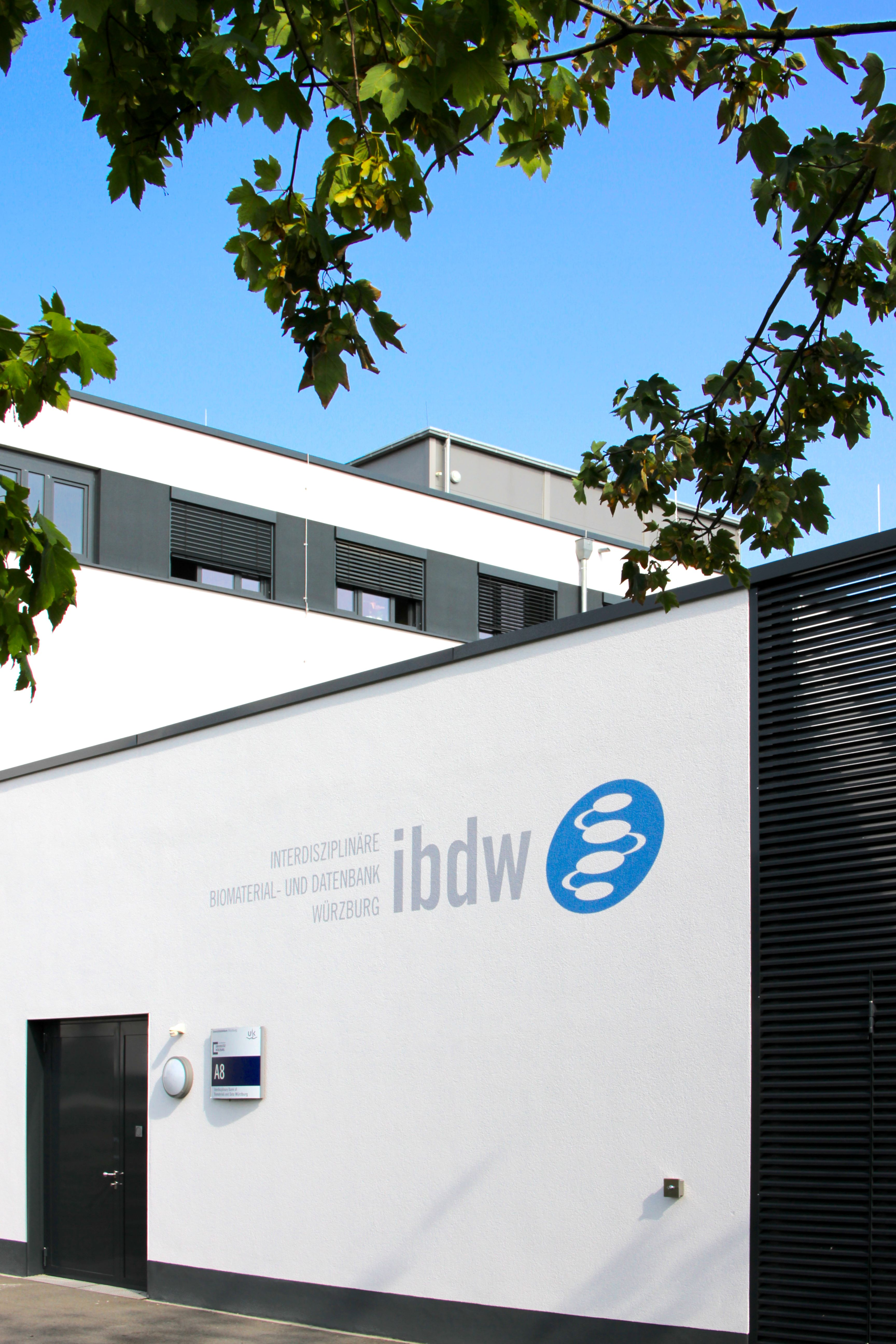
Interdisziplinäre Biomaterial- und Datenbank Würzburg

Die Interdisziplinäre Biomaterial- und Datenbank Würzburg, kurz: ibdw, ist die gemeinsame Biobank der Medizinischen Fakultät der Julius-Maximilians-Universität Würzburg und des  Universitätsklinikums Würzburg und Partner in der German Biobank Alliance.
Die ibdw fungiert als Schnittstelle zwischen Klinik und medizinischer Forschung. Sie erhält von verschiedenen Kliniken des UKW freiwillig gespendete Bioproben von Patientinnen und Patienten. Um sicherzustellen, dass dieses Material langfristig nutzbar bleibt, wird es so schnell wie möglich für die Einlagerung transportiert und vorbereitet. In der ibdw werden die Proben umgehend erfasst, pseudonymisiert (d. h. mit einem Zahlencode verschlüsselt) und in automatisierten Tiefkühlanlagen gelagert. Die Hauptaufgabe der ibdw besteht darin, Bioproben zu sammeln, zu lagern und sie für medizinische Forschungszwecke bereitzustellen. Dabei orientiert sich die ibdw an den „OECD Guidelines on Human Biobanks and Genetic Research Databases“ sowie der „WMA Declaration of Taipei on Ethical Considerations Regarding Health Databases and Biobanks“.
Am 25. Mai 2010 veröffentlichte das Bundesministerium für Bildung und Forschung Richtlinien zur Förderung einer Nationalen Biomaterialbanken-Initiative. Die ibdw war einer der fünf geförderten Standorten und wurde 2013 in Würzburg eröffnet. „Als eine der ersten großen klinischen Biobanken in Deutschland hat die ibdw in 08/2016 die Zertifizierung nach DIN EN ISO 9001:2015 erhalten.“
Die ibdw gliedert sich in drei Bereiche:
- Flüssig-Biobank
- Gewebebank
- Proben-Datenbank[2]

Die Biobank enthält Proben menschlichen Gewebes und Blutes die gefroren oder in Paraffin gelagert werden. Sie ist mit mehreren Aggregaten  gegen Stromausfall und Temperaturschwankungen abgesichert. Aktuell lagern rund 700.000 Proben in der Würzburger Biobank (Stand 10. Januar 2022).